# Siberian Cut – Holzfäller am Limit
Siberian Cut – Holzfäller am Limit (Originaltitel: Siberian Cut) ist eine US-amerikanische Doku-Soap des Senders Discovery Channel aus dem Jahr 2014, die in Deutschland auf DMAX ausgestrahlt wird.

## Handlung
Die Sendung handelt von einer gemischten Gruppe aus US-amerikanischen und russischen Forstarbeitern, um deren Chef Sean Vann, die in den sibirischen Wäldern ihr Glück machen wollen. Der Amerikaner Vann arbeitete bereits 17 Jahre in Sibirien als angestellter Holzfäller. Er fasst den Plan sich dort nun selbstständig zu machen und fliegt in seine alte Heimat Montana, um sich gut ausgebildete Forstarbeiter zu suchen, die für ihn in Russland arbeiten wollen. Da die Holzwirtschaft in den USA seit den 1980ern zunehmend am Boden ist, schließen sich ihm schließlich vier Männer an und fliegen nach Sibirien. Doch die Ernüchterung auf schnelles Geld stellt sich ein, als sie bei ihrer Ankunft in eine völlig desolate Unterkunft einquartiert werden und stark mit dem arktischkalten Klima zu kämpfen haben. Als sie am nächsten Tag von Vann abgeholt werden, werden sie den anderen Forstarbeitern vorgestellt; einer Gruppe bestehend aus drei Russen, darunter ein Mechaniker. Nach anfänglicher Skepsis auf beiden Seiten, Sprachbarrieren, internen Streitigkeiten und unterschiedlichen Arbeitsweisen, formt sich langsam ein eingespieltes Team zusammen. Es gilt einen vermeintlich lukrativen Auftrag eines Waldgroßgrundbesitzers, einen ehemaligen sowjetischen Oberst, an Land zu ziehen.
Dafür muss das Team erst einmal ein Testgrundstück fällen, um ihre Arbeitsqualität zu beweisen, um nach erfolgreichem Abschluss ein größeres Areal zum Fällen zugewiesen zu bekommen. Der geschätzte Gesamtwert des gesamten Waldareals beläuft sich auf umgerechnet 500.000 US-Dollar, wovon Sean und sein Team ein Viertel mitverdienen könnten. Doch es gibt vermehrt Probleme mit der Logistik, Infrastruktur, Straßen, dem Zeitplan, den Maschinen, den Renaturierungsauflagen und den Witterungsbedingungen, da der Frühling naht und somit allmählich das Ende der Holzerntesaison einleitet, da alles in Schlamm zu versinken droht. Als sie das Testgelände nach einiger Verzögerung endlich abgearbeitet haben, und ihre Beteiligung am geernteten Holz fällig wird, erfährt die Gruppe, dass der Waldbesitzer nun pleite ist und sie nicht auszahlen kann. Das gesamte Unternehmen droht zu scheitern, da Vann seine Männer und die Betriebskosten nicht bezahlen kann. Als Ausgleich bietet ihnen der Oberst a. D. jedoch an, den kompletten Gewinn des neuen Abschnittes zu behalten. Das Team entschließt sich diese Gelegenheit zu nutzen, damit sie nicht mit leeren Händen in ihre Heimat zurückkehren. Wenn es das Team schafft 1000 Kubikmeter Holz zu schlagen und abtransportieren zu lassen, wäre das Gehalt jedes Teammitglieds plus Bonus drin. Doch es ist ein Kampf gegen die Zeit, da es immer wärmer wird, und sich der Abtransport der Stämme über die schlammigen Straßen immer schwieriger gestaltet. Da sich letztlich keine willigen LKW-Fahrer für den Abtransport in die Sägewerke mehr finden lassen, – aus Angst stecken zu bleiben – beschließt das Team nun, ohne ihr Ziel erreicht zu haben, notgedrungen abzureisen.
Als sie schließlich im nächstgelegenen Ort Novochernorechenski – wo auch deren Unterkunft liegt – ankommen, warten und reparieren sie die Maschinen und Fahrzeuge, um sie einzumotten. Währenddessen versucht Vann einen Käufer für die mehr als 800 Kubikmeter Holz auf dem örtlichen Holzsammelplatz im Gesamtwert von umgerechnet 50.000 US-Dollar zu finden und den alten russischen Fällerbündler zu verkaufen, um den versprochenen Bonus für das Team doch noch zu bekommen. Das Team musste aufgrund der Lieferprobleme Holz im Wert von umgerechnet 20.000 US-Dollar zurücklassen, welches den Bonus ausgemacht hätte. Der erste Interessent für die dreißig Jahre alte Maschine springt zum Unmut des Teams kurzfristig ab, und so muss er sich an einen Zweiten im weiter entfernten Lesosibirsk wenden, dem Vorbesitzer, der allerdings aufgrund des schlechten Zustands lediglich die Hälfte der angedachten 40.000 Dollar zahlt. Vorher gelang es dem russischen Teammitglied Ruslan das geschlagene Holz nach einigen hin und her zum vollen Preis an einen chinesischen Händler zu verkaufen. In der Zwischenzeit kocht der Unmut des Teams gegen ihren Chef Vann auf, da sie befürchten lediglich den regulären Lohn zu bekommen, den vor allen Dingen die Amerikaner in der Heimat unter besseren und leichteren Bedingungen hätten erarbeiten können. Doch kurz bevor die amerikanischen Teammitglieder abfliegen und sich von ihren liebgewonnenen russischen Kollegen verabschieden, trifft Vann doch noch mit dem Bonus ein und teilt ihn mit seinem Team. Schließlich trennt sich die Gruppe nach drei Monaten gemeinsamer Arbeit und beschließt in Kontakt zu bleiben, und auch zukünftig zusammenzuarbeiten.

## Ausstrahlung
Der US-Start der Serie erfolgte am 3. Juni 2014. Die Sendung wurde im deutschen Fernsehen seit dem 16. November 2014 auf DMAX ausgestrahlt. Sie umfasst eine Staffel mit neun Folgen.